# Міський Ілля Михайлович
Міський Ілля Михайлович  (нар.30 серпня 1920, с. Шипинці, Румунія (нині — Кіцманський район Чернівецької області — пом.26 листопада 2005 м. Чернівці) — музикант (скрипаль), композитор, педагог.

## Біографія
Ілля Міський народився 30 серпня 1920 року в с. Шипинці на Буковині в Королівстві Румунія.
В 1953 році закінчив Чернівецьке музичне училище по класу скрипки. Працював у ньому викладачем.
В 1954 році в Буковинському ансамблі пісні і танцю України створюється оркестрова група з місцевих здібних музикантів, яку доручили очолити талановитому скрипалю імпровізатору Іллі Міському.
З 1983 року Міський І. М. працює в Центральному Палаці культури м. Чернівці як керівник симфонічного оркестру народного оперного театру. Аранжував такі опери як «Запорожець за Дунаєм» С.Гулака-Артемовського, «Наталка Полтавка» М.Лисенка, «Катерина» М. Аркаса.
З творчими звітами оркестр виступав в Україні (Києві, Тернополі, Івано-Франківську), Росії, Литві, Румунії, Польщі, Австрії.
Одночасно Міський керував народним оркестром «Буковина» Центрального Палацу культури м. Чернівці.

Як композитор Міський є автором ряду творів: рапсодій, фантазій, концертних п'єс, обробок народних мелодій, які увійшли до репертуару професійних і самодіяльних колективів Буковини та України.
І. М. Міський був членом Правління відділення Всеукраїнської музичної спілки.
Помер Ілля Михайлович Міський 26 листопада 2005 року.

## Творчість
Вибрані композиції
- Рапсодія № 1;
- Рапсодія № 5;
- Концертна п'єса;
- Фантазія на українські теми;
- Пісня «Анничка» (на слова М. Бакая).

Аранжування
Опери:
- «Запорожець за Дунаєм» С.Гулака-Артемовського;
- «Наталка Полтавка» М. Лисенка;
- «Катерина» М. Аркаса.

Автор концертних п'єс, обробок великої кількості народних мелодій.

## Нагороди
- Орден «Знак Пошани»;
- Нагрудний знаком профспілок «За досягнення в самодіяльному мистецтві»;
- Заслужений працівник культури України (1976);
- Літературно-мистецька премія імені Сидора Воробкевича за ряд концертних програм та обробок народних мелодій (1994);
- Грамота Міністерства культури України.